# Annamay Pierse
Annamy Pierse (Toronto, 5 dicembre 1983) è un'ex nuotatrice canadese.

## Carriera
Specializzata nella rana, all'apice della carriera ha vinto la medaglia d'argento sui 200 metri ai mondiali di Roma 2009 e fatto segnare il record del mondo sia in vasca lunga che in quella corta.

## Palmarès
- Mondiali

Roma 2009: argento nei 200 m rana.
- Giochi del Commonwealth

Delhi 2010: bronzo nella 4 × 100 m misti.
- Giochi PanPacifici

Irvine 2010: bronzo nei 200 m rana.